# Южный Агусан
Южный Агусан (себ. Habagatang Agusan, таг. Timog Agusan) — внутренняя провинция Филиппин в регионе Карага на острове Минданао. Административный центр — город Просперидад.
Граничащие с ней провинции с севера по часовой стрелке: Северный Агусан, Южный Суригао, Восточный Давао, Долина Компостела, Букиднон, Восточный Мисамис. В 1976 г. территория Южного Агусана составляла 8568 км². После некоторых реформ, за счёт переформирования границ площадь провинции увеличилась до 8966,0 км². Это 4-я по величине провинция в стране.

## Физико-географическая характеристика
Южный Агусан представляет собой равнину, ограниченную с востока и запада горными хребтами. Это — долина реки Агусан, одной из трех крупнейших рек в стране. Она берет начало в соседней провинции, Долине Компостела, а впадает в залив Бутуан, на территории Северного Агусана. Притоки Агусана: левые — Вава, Гибонг, Симулао; правые — Охот, Пусилао, Касилаян, Либанг, Маасам, Адгаван, Каваян, Умаям, Ихаон. В южной части провинции много заболоченных территорий. Здесь есть и ряд озёр, крупнейшее из которых — Талакогон.
Территория Южного Агусана лежит вне зоны действия тайфунов, которая касается Висайских островов и провинции Северного Суригао. Осадков выпадает до 355 мм в месяц, наибольшее их количество приходится на декабрь — январь. Таким образом здесь выделяется сухой сезон. Средняя годовая температура — 27 °C. Поскольку поверхность провинции ближе расположена к морю на востоке, то здесь оказывает влияние на погоду северо-восточный муссон.

## История
Долина реки Агусан была с древних времен заселена такими племенами, как манобо, мамануа и хигаононы. Археологические раскопки в низовьях реки показывают, что существовала связь между этим регионом и странами Юго-Восточной Азии. Эта территория находилась в древности под влиянием великой империи Маджапахит. Наиболее древние поселенцы, племя мамануа, были постепенно оттеснены в глубинные, горные и лесные районы, малайскими мигрантами. Те, в свою очередь, подверглись давлению со стороны пиратов-мусульман.
Слово Агусан переводится как «место, где течет вода». Река Агусан представляет из отличный водный путь, которым воспользовались и испанские колонисты. Исторически эта провинция связана со своей братской провинцией, Северным Агусаном.
В 1614 году. испанские миссионеры установили здесь свою резиденцию, которая была окружена поселениями племени манобо. Коренные жители поддерживали связь с мусульманским населением западной части о. Минданао, с султанатом Магинданао в частности. Первоначально к миссионерам отнеслись неодобрительно, было поднято два мятежа, в 1642 и в 1649 годах. Затем отношения были налажены, и миссионеры, августинцы, оставались здесь до середины XIX века. После этого сюда проникли представители другого ордена, иезуиты. Но они, в ходе начавшейся вскоре филиппинской национально-освободительной революции, были изгнаны или арестованы. Ход миссионерской деятельности был приостановлен.
Территория Южного Агусана входила при испанском режиме в состав провинции Карага. В 1860 было создано отдельное комендантство Бутуан, как округ провинции Суригао. В 1914 американцы образовали новую провинцию — Агусан, которая в 1967 была поделена на две части, северную и южную, и такое деление сохраняется и сейчас.
В остальном, в том, что касается установления американского режима, участия во Второй мировой войне, борьбы против японских оккупантов и другом, история данной провинции практически совпадает с историей страны в целом.

## Население
Численность населения на 2000 год — 559 294 жителя. С 1995 года прирост населения составил 7,96 %, или 44 558 человек. В 2010 году населения составляло 656 418 человек. Ежегодный прирост населения составляет 1,79 %. Плотность населения — 73,21 чел./км². Соотношение мужчин и женщин на сегодняшний день — 107:100.
Большинство верующих исповедует католицизм (79 %). Остальные относятся к разным направлениям христианства.
Основные этнические группы: аэта, мамануа, багобо, хигаонон, манобо. Манобо в основном сосредоточены вдоль границы с Долиной Компостела, хигаононы — к западу от реки Агусан, в направлении границы с Букидноном.
Современное население Южного Агусана сформировалось главным образом из переселенцев с Висайских островов, которые смешались с местными аборигенами.

## Административное деление
В административном отношении делится на 13 муниципалитет и 1 город:
| №  | Город/Муниципалитет (русс.) | Город/Муниципалитет (ориг.) | Количество барангаи | Площадь, км² | Население, чел. (2010) |
| -- | --------------------------- | --------------------------- | ------------------- | ------------ | ---------------------- |
| 1  | Байюган                     | (Bayugan City)              | 16                  | 688,77       | 95 032                 |
| 2  | Бунаван                     | (Bunawan)                   | 40                  | 512,16       | 35 757                 |
| 3  | Эсперанса                   | (Esperanza)                 | 11                  | 1355,48      | 47 659                 |
| 4  | Ла-Пас                      | (La Paz)                    | 37                  | 1481,12      | 25 214                 |
| 5  | Лорето                      | (Loreto)                    | 24                  | 1462,74      | 34 549                 |
| 6  | Просперидад                 | (Prosperidad)               | 11                  | 505,15       | 75 390                 |
| 7  | Росарио                     | (Rosario)                   | 21                  | 385,05       | 31 293                 |
| 8  | Сан-Франсиско               | (San Francisco)             | 20                  | 392,53       | 62 881                 |
| 9  | Сан-Луис                    | (San Luis)                  | 28                  | 950,50       | 30 424                 |
| 10 | Санта-Хозефа                | (Santa Josefa)              | 16                  | 341,80       | 24 972                 |
| 11 | Сибагат                     | (Sibagat)                   | 15                  | 567,82       | 30 074                 |
| 12 | Таласогон                   | (Talacogon)                 | 15                  | 405,25       | 33 093                 |
| 13 | Тренто                      | (Trento)                    | 15                  | 555,70       | 46 247                 |
| 14 | Веруела                     | (Veruela)                   | 15                  | 385,45       | 36 862                 |

## Экономика
По данным 1995 года, 75 % населения провинции занято в сельском хозяйстве и на лесозаготовках. Рис, зерновые и фрукты — главные культуры. Риса производится столько, что можно прокормить 1 072 456 человек, то есть больше, чем живёт в провинции. То же можно сказать и о зерновых культурах. Из фруктов основными являются бананы. На втором месте по значению стоят масличная и кокосовая пальмы.
Спрос на мясо ограничен, поэтому избыток мясных продуктов, производимых в Южном Агусане, импортируется в соседние области. Рыбу же, напротив, приходится закупать в Суригао и в других провинциях, имеющих выход к морю. Своя рыба — только пресноводная.
Вызывает беспокойство общественности то, что с каждым годом провинция теряет значительное количество лесных ресурсов.